# Félicité (Insel)
Félicité ist eine Insel der Seychellen und wird wie alle Granitinseln zu den inneren Seychellen um die Hauptinsel Mahé gezählt. Sie liegt etwa 50 Kilometer von Mahé entfernt.
Félicité ist etwa drei Quadratkilometer groß und damit die sechstgrößte Insel der inneren Seychellen. Sie wird heute als Ferieninsel genutzt. Bis in die 1970er Jahre diente das Eiland als Kokosnuss-Plantage, auf der etwa 50 Menschen lebten. Im späten 19. Jahrhundert wurde hier Sultan Abdullah von Perak durch die Briten interniert.
Das Eiland gehört mit seinen Nachbarinseln Ile Cocos, Les Soeurs und Marianne zu den so genannten „Satelliten-Inseln“ von La Digue. Der Süden der Insel mit dem Gipfel Morne Ramos (220 m) steht als Morne Ramos National Park unter Naturschutz.